# Josep Maria Loza
Josep Maria Loza (nascut el 1949) fou el director general de Caixa Catalunya des de 1998 fins al 29 de febrer de 2008, després de fer pública la seva dimissió el 21 de gener anterior. Després va ser president del Consorci Hospitalari de Catalunya (CHC)
El 1999 s'havia encarregat d'implementar mesures per recuperar la rendibilitat de l'entitat i fer-ne una reestructuració. Des d'aleshores, s'havia concentrat en reforçar la posició de Caixa Catalunya dins l'àmbit bancari espanyol. Abandonà l'entitat el 2008 per diferències amb el president Narcís Serra. Fou indemnitzat amb 10 milions d'euros.
Adolf Todó el substituí al capdavant de Caixa Catalunya.